# Santa Maria Egiziaca (Ribera Napoli)
La Santa Maria Egiziaca è un dipinto olio su tela (88×71 cm) del 1651 di Jusepe de Ribera conservato nel Museo civico Gaetano Filangieri di palazzo Como a Napoli.

## Storia e descrizione
Il dipinto è un'ultima redazione di un soggetto ritratto almeno in altre tre versioni durante i primi anni '40 del Seicento. In questa occasione la santa è ripresaa mezza figura di tre quarti, mentre nelle precedenti circostanze era pressoché intera, così come era abitudine per il pittore durante gli ultimi anni di vita. Una leggenda vuole che la donna ritratta sia la figlia dello stesso Spagnoletto, nota grazie ad un'ulteriore leggenda secondo cui lei sarebbe stata sedotta e abbandonata nel 1648 da don Giovanni d'Austria; tuttavia nessuna delle due ipotesi trovano conferma dalle informazioni documentaristiche giunte sino ad oggi.
Lo stile ricalca il periodo naturalista del Ribera, pre-contaminazione neoveneta del 1637. La scena è dominata da colori cupi e dai toni bassi, comunque in linea con la versione oggi nel Museo Fabre a Montpellier in Francia. La santa indossa abiti umili, strappati, con le mani giunte e lo sguardo verso l'alto, penitente per i suoi trascorsi, pronta alla conversione al cristianesimo e al ritiro nel deserto. In basso è presente un felice inserto di natura in posa del Ribera, composto dai tre pani spezzati, che secondo l'iconografia la santa portò con sé nel deserto, e dal teschio, simbolo di penitenza. 
Il dipinto è firmato e datato sul bordo del tavolo «Jusepe de Ribera espanol / F. 1651». L'opera era registrata in origine entro le collezioni dei duchi di Miranda, per poi passare nelle raccolte di Filangieri probabilmente nel XVIII secolo.

## Altre immagini

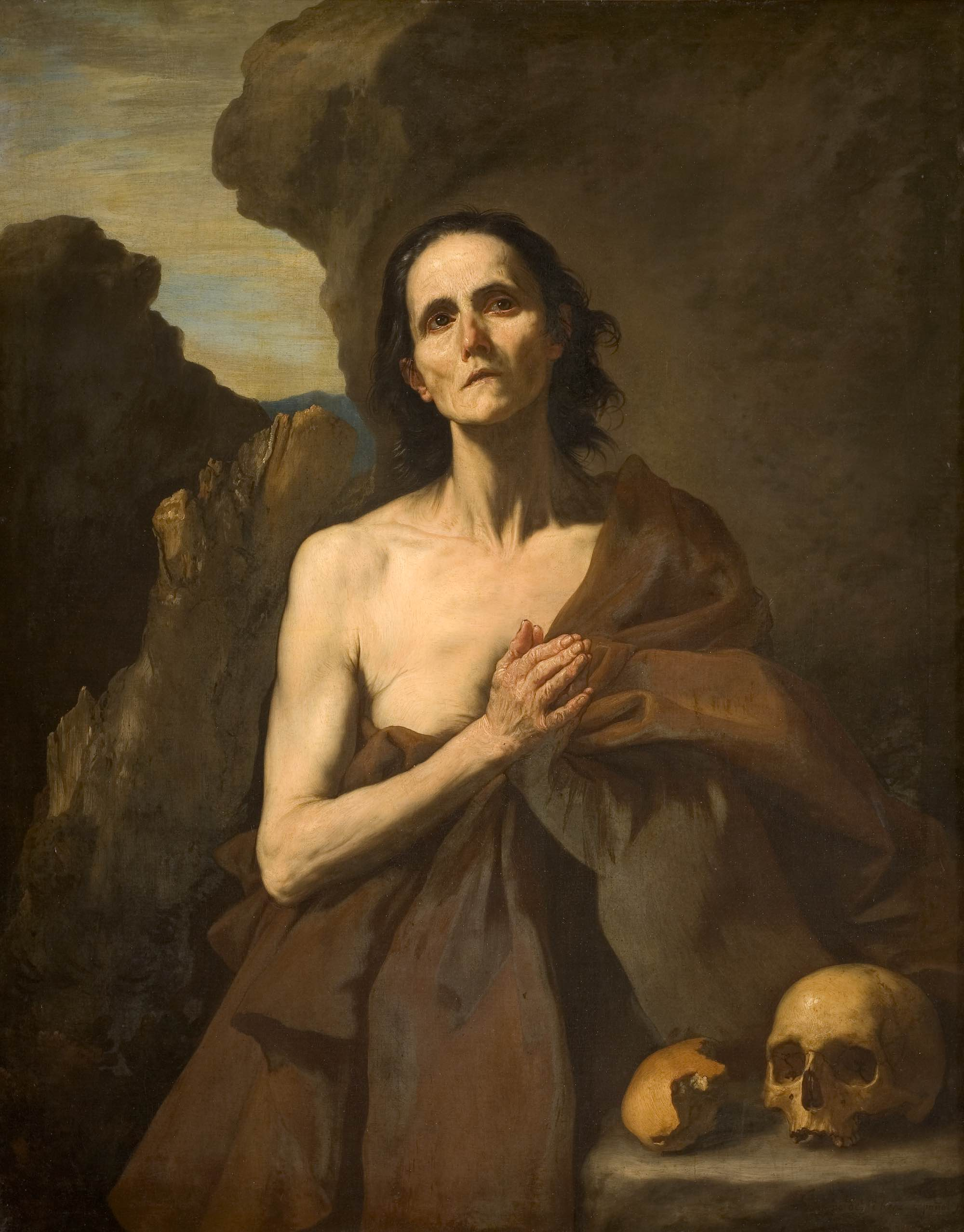
La versione del 1641 di Montpelier
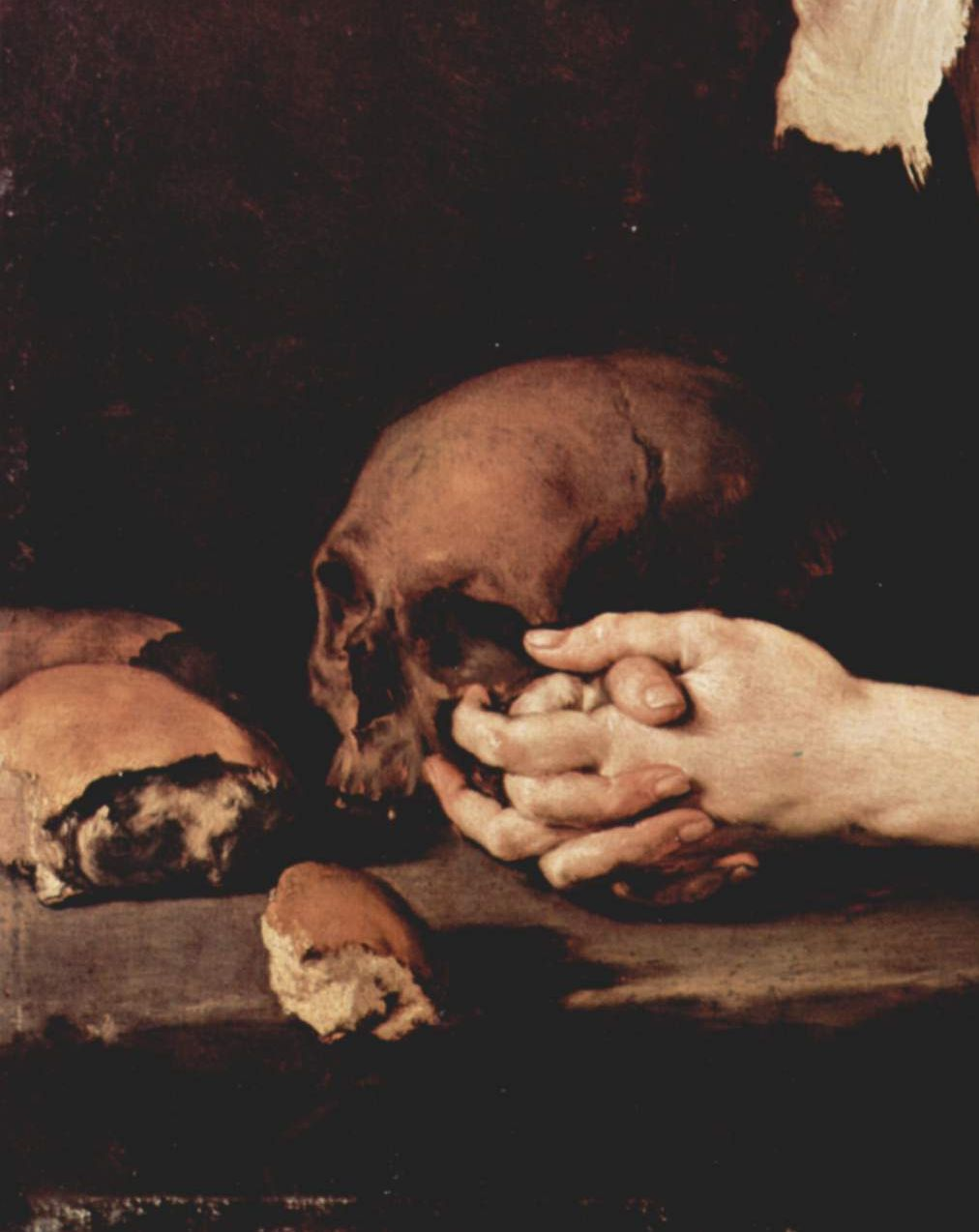
Dettaglio della natura in posa nella versione napoletana